# Manuel Ordas
Manuel Ordas (Bayonne, 21 febbraio 1998) è un rugbista a 15 francese che rappresenta la Spagna in ambito internazionale.
Milita nel Bayonne nel ruolo di mediano d'apertura.

## Biografia
Nato a Bayonne in una famiglia stabilitasi in Francia dai tempi della guerra civile spagnola, Ordas si è formato rugbisticamente nelle giovanili dell'Aviron Bayonnais e, dopo il debutto in prima squadra nel 2017-18, fu tra i giovani cui fu proposta l'estensione di contratto nel club.
In virtù delle proprie origini familiari, Ordas era idoneo a rappresentare anche la Spagna e, nel febbraio 2021, debuttò con la nazionale iberica nel corso dell'ultima giornata del campionato europeo 2019-20 nel derby contro il Portogallo a Madrid.
Grazie alle sue prestazioni (59 punti nel campionato 2021-22), Ordas contribuì al raggiungimento del secondo posto nella classifica combinata dei campionati europei 2021 e 2022, che avrebbe significato qualificazione diretta alla Coppa del Mondo 2023 se la Spagna non fosse stata successivamente penalizzata di 10 punti in quanto ritenuta responsabile di avere schierato per due incontri un giocatore non idoneo a rappresentarle.